# Vogüé
För andra betydelser, se Vogue (olika betydelser).
Vogüé är en kommun i departementet Ardèche i regionen Auvergne-Rhône-Alpes i sydöstra Frankrike. Kommunen ligger  i kantonen Villeneuve-de-Berg som ligger i arrondissementet Largentière. År 2022 hade Vogüé 1 035 invånare.

## Befolkningsutveckling
Antalet invånare i kommunen Vogüé
Referens: INSEE

## Galleri

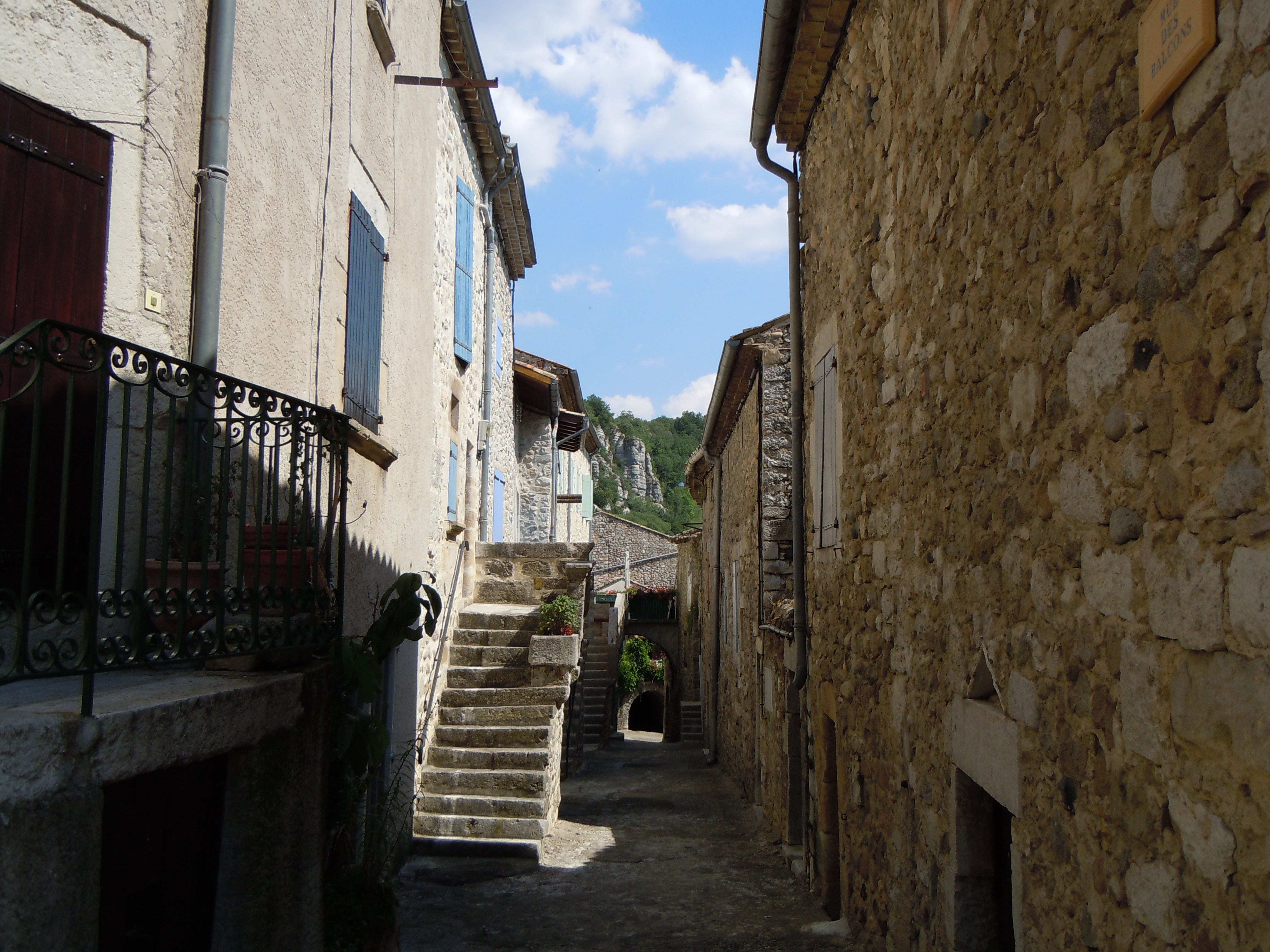
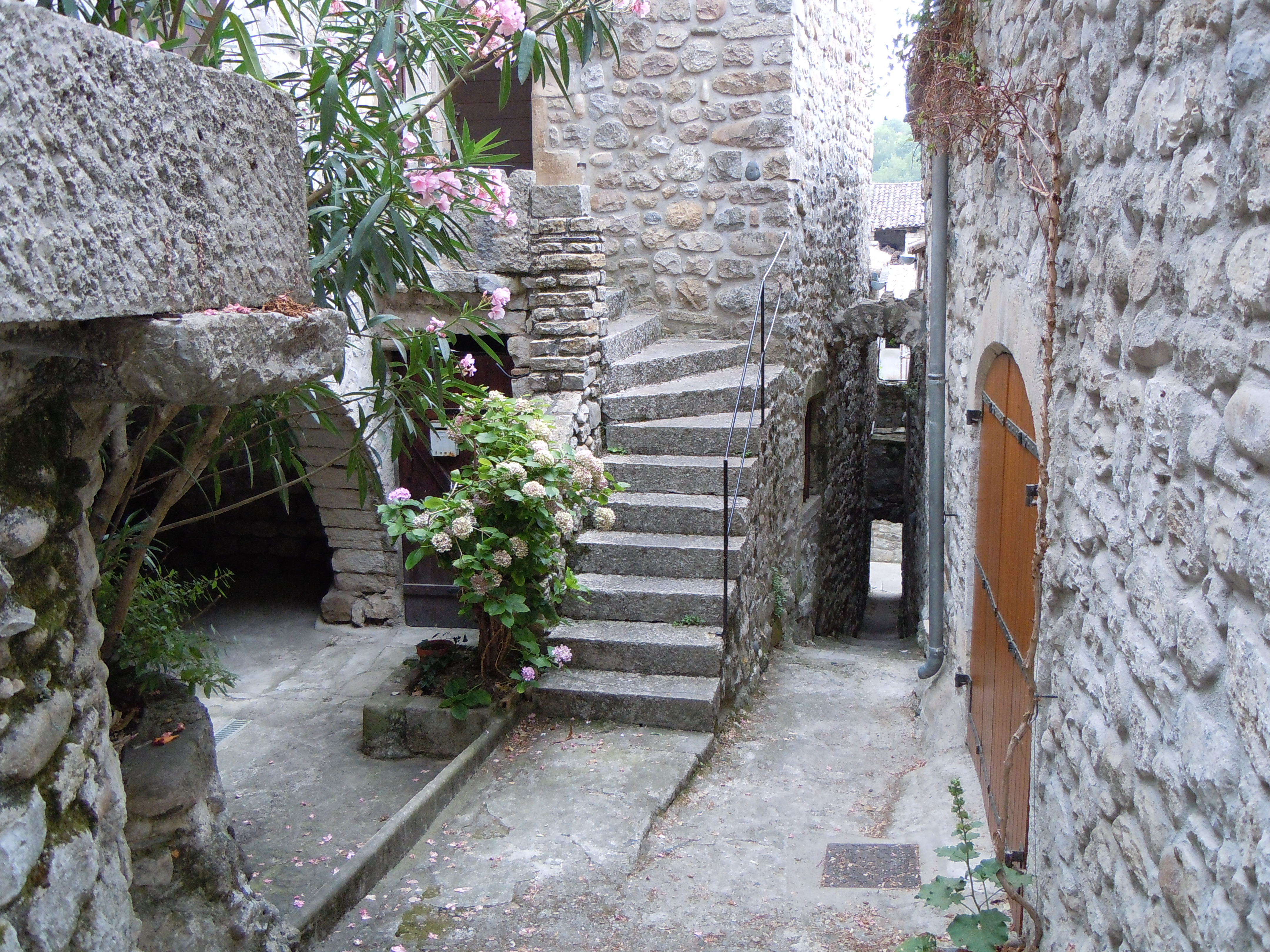
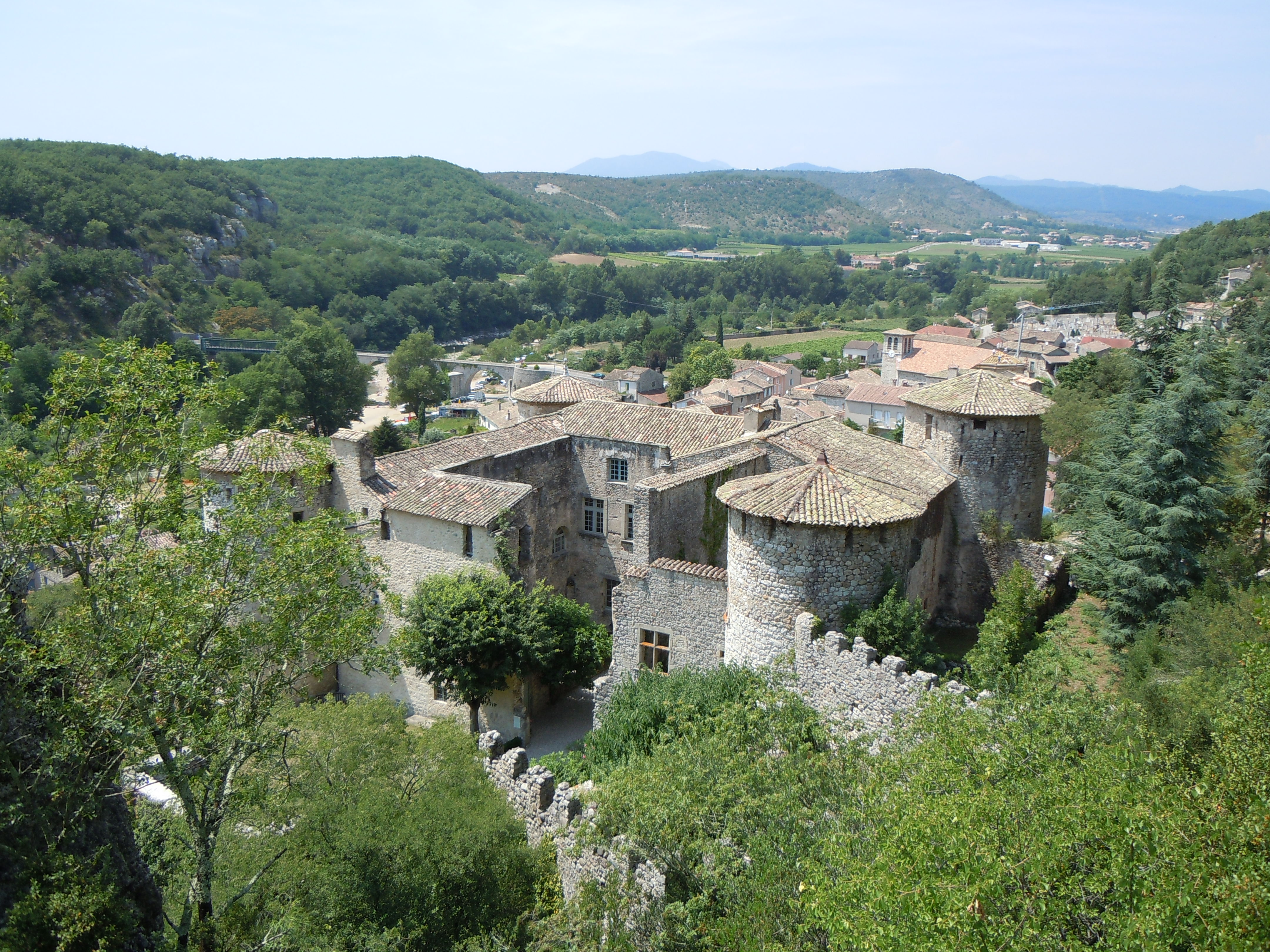
Château de Vogüé
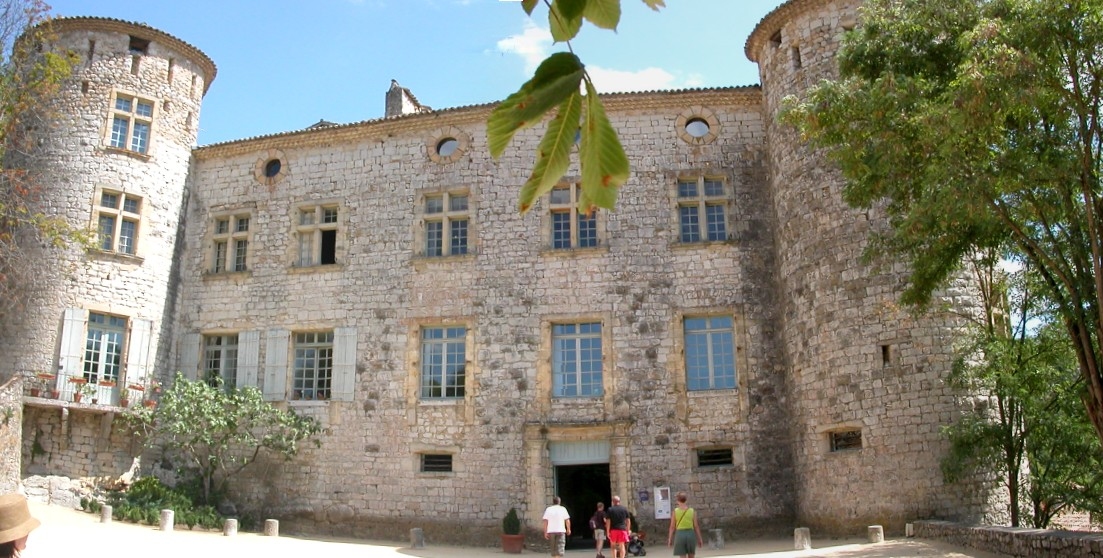
Château de Vogüé
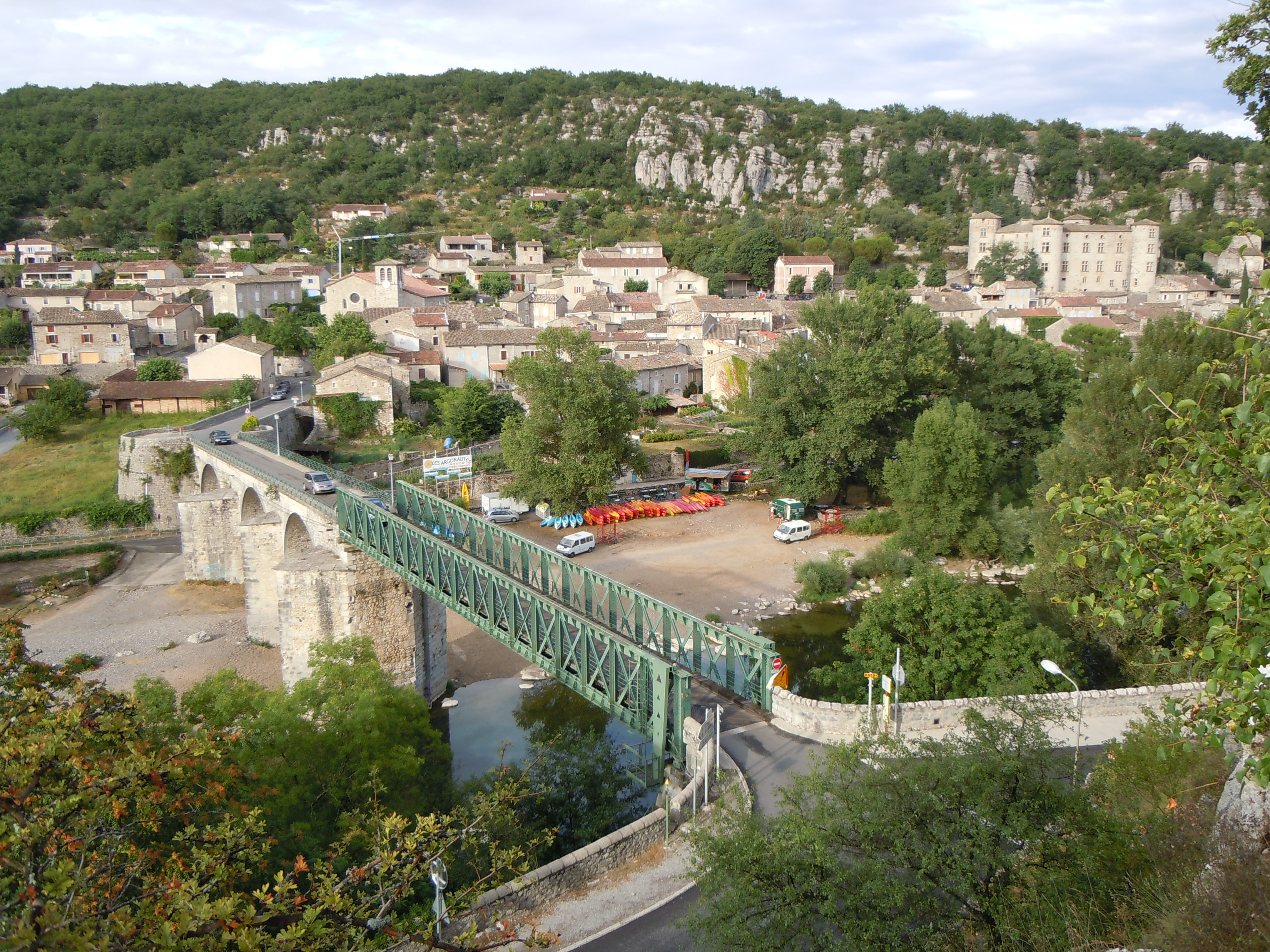
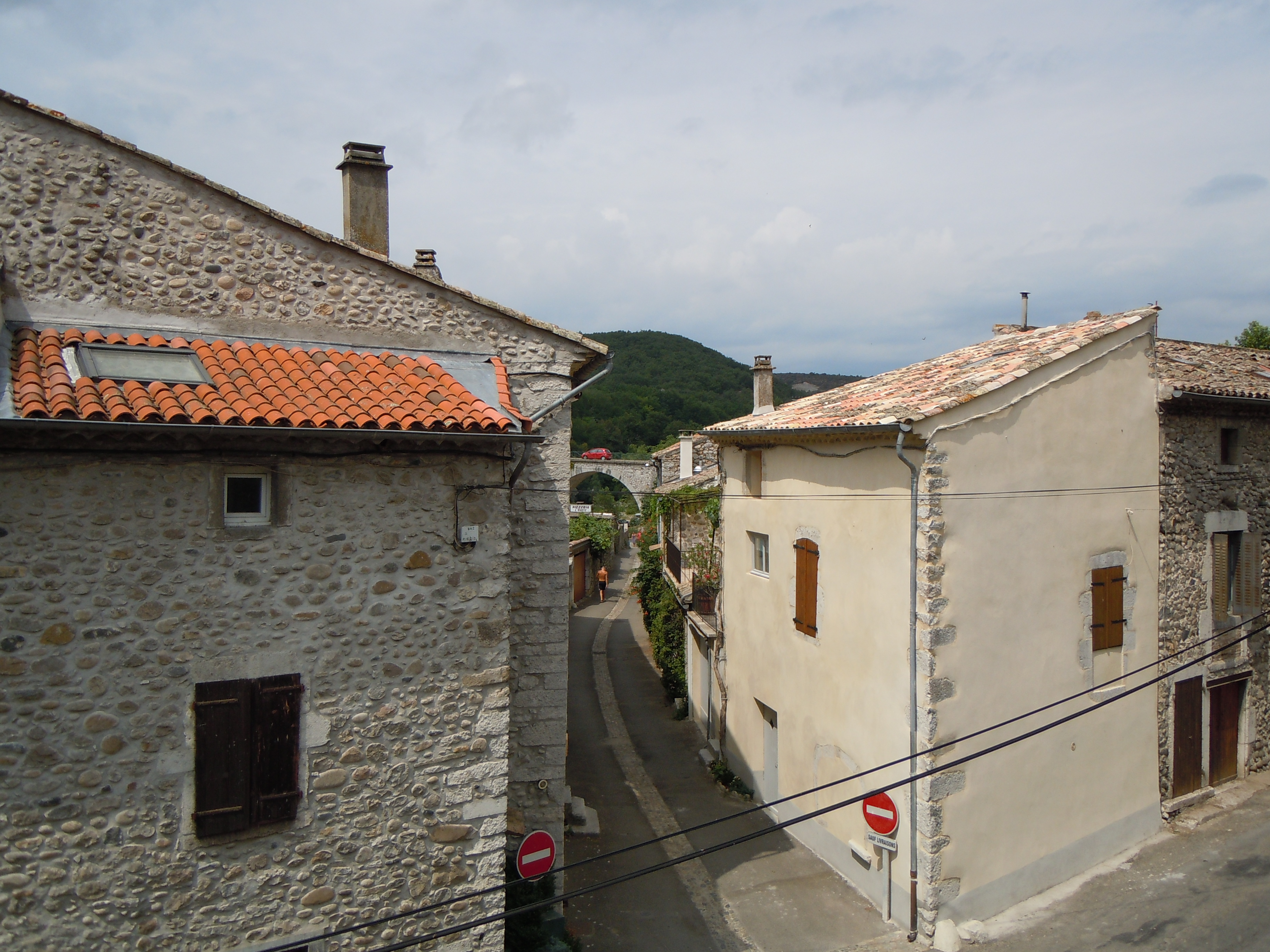
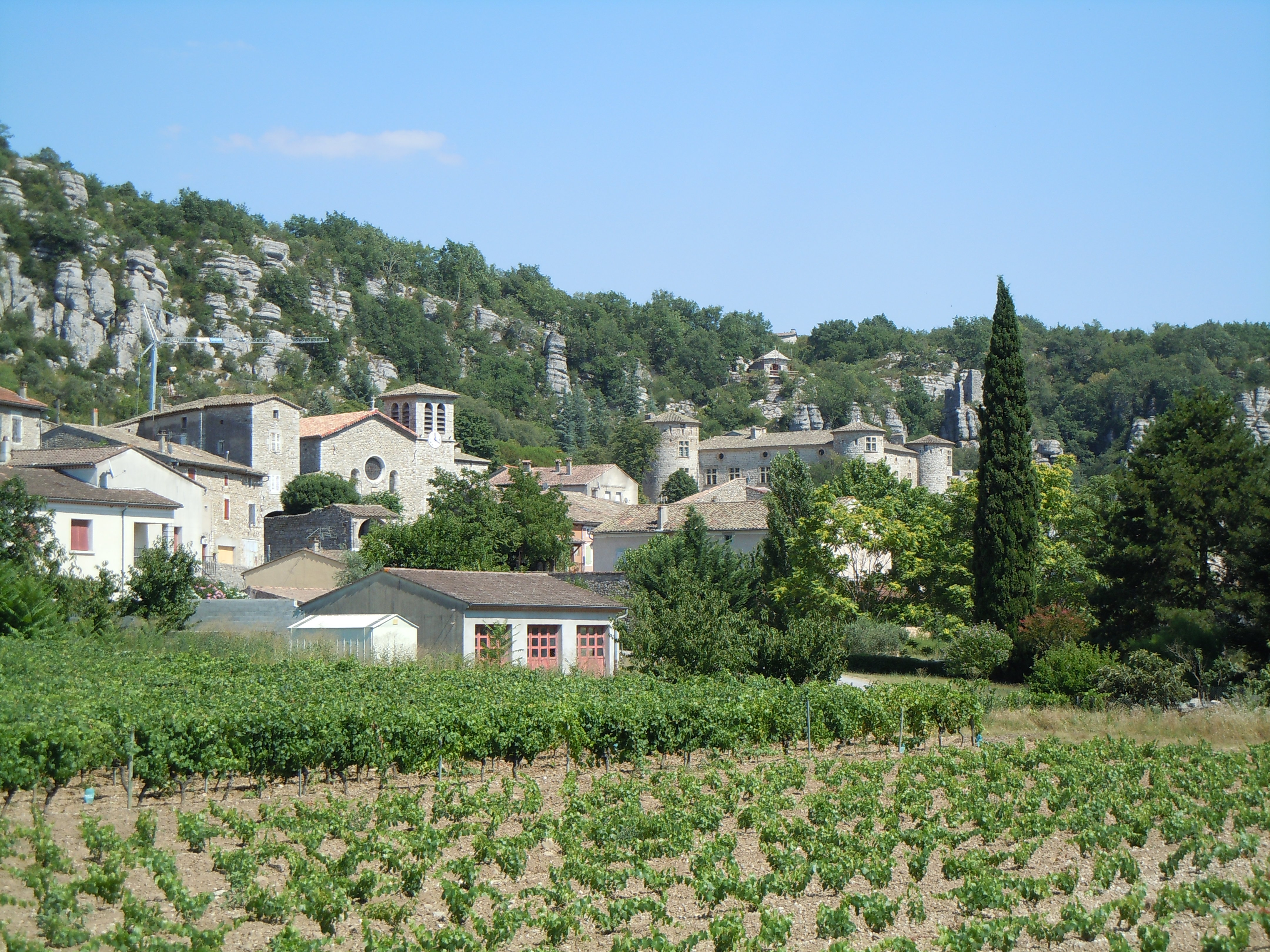